# Jura Muộn
| Hệ/ Kỷ                               | Thống/ Thế   | Tầng/ Kỳ   | Niên đại (Ma) | Niên đại (Ma) |
| ------------------------------------ | ------------ | ---------- | ------------- | ------------- |
| Phấn Trắng                           | Hạ/Sớm       | Berrias    | trẻ/muộn hơn  | trẻ/muộn hơn  |
| Jura                                 | Thượng /Muộn | Tithon     | ~145.0        | 152.1         |
| Jura                                 | Thượng /Muộn | Kimmeridge | 152.1         | 157.3         |
| Jura                                 | Thượng /Muộn | Oxford     | 157.3         | 163.5         |
| Jura                                 | Trung/Giữa   | Callove    | 163.5         | 166.1         |
| Jura                                 | Trung/Giữa   | Bathon     | 166.1         | 168.3         |
| Jura                                 | Trung/Giữa   | Bajocy     | 168.3         | 170.3         |
| Jura                                 | Trung/Giữa   | Aalen      | 170.3         | 174.1         |
| Jura                                 | Hạ/Sớm       | Toarc      | 174.1         | 182.7         |
| Jura                                 | Hạ/Sớm       | Pliensbach | 182.7         | 190.8         |
| Jura                                 | Hạ/Sớm       | Sinemur    | 190.8         | 199.3         |
| Jura                                 | Hạ/Sớm       | Hettange   | 199.3         | 201.3         |
| Trias                                | Thượng /Muộn | Rhaetia    | cổ/sớm hơn    | cổ/sớm hơn    |
| Phân chia Kỷ Jura theo ICS năm 2020. |              |            |               |               |

Jura Muộn là thế thứ ba trong kỷ Jura, ứng với niên đai địa chất từ  161.2 ± 4.0 to 145.5 ± 4.0 triệu năm trước (Ma),được lưu giữ trong các địa tầng Thượng Jura.  Trong thang phân vị địa tầng châu Âu, từ "Malm" dùng để chỉ đá ở thế này. Trong quá khứ, tên này cũng thường được sử dụng để chỉ một đơn vị trong niên biểu địa chất,  nhưng việc sử dụng này hiện nay không được khuyến khích nhằm tao sự phân biệt rõ ràng giữa thang phân vị thạch địa tầng, địa chất và địa tầng.

## Phân chia
Jura muộn được chia thành ba kỳ tương đương với ba tầng trong phân loại địa tầng:
| Tầng Tithoni    | (150.8 ± 4.0 – 145.5 ± 4.0 Ma) |
| Tầng Kimmeridgi | (155.7 ± 4.0 – 150.8 ± 4.0 Ma) |
| Tầng Oxfordi    | (161.2 ± 4.0 – 155.7 ± 4.0 Ma) |

## Địa chất
Trong Jura muộn, Pangaea bị tách thành hai siêu lục địa, Laurasia ở phía bắc và Gondwana  ở phía nam. Két quả của sự chia tách này là sự hình thành của Đại Tây Dương. Nhưng trong khoảng thới gian này Đại Tây Dương còn tương đối hẹp.

## Hệ sinh thái
Thế này được biết đến nhờ những loài khủng long như sauropod,  theropod, thyreophorans, và ornithopods. Một số loài động vật khác như cá sấu, những loài chim đầu tiên đã xuất hiện ở thế này. Danh sách dưới đây kể tên một số loài trong đó:
- Camarasaurus, một chi sauropod ăn cỏ lớn ở Bắc Mỹ.
- Apatosaurus, một chi sauropod ăn cỏ lớn ở Bắc Mỹ.
- Brachiosaurus, một chi sauropod ăn cỏ lớn ở Bắc Mỹ.
- Diplodocus, một chi sauropod ăn cỏ lớn ở Bắc Mỹ.
- Barosaurus, một chi sauropod ăn cỏ lớn ở Bắc Mỹ.
- Europasaurus, một chi sauropod ăn cỏ nhỏ từ châu Âu.
- Supersaurus, có thể là một chi sauropod ăn cỏ lớn ở Bắc Mỹ.
- Dicraeosaurus, một chi sauropod ăn cỏ lớn ở châu Phi.
- Giraffatitan,  một  sauropod ăn cỏ lớn ở châu Phi (thường được công nhận là một loài của  Brachiosaurus).
- Allosaurus, một loài theropod phổ biến ở cuối kỷ Jura sinh sống ở Bắc Mỹ cũng có thể ở cả châu Âu.
- Epanterias, một chi theropod lớn ở Bắc Mỹ (có thể chính là Allosaurus).
- Torvosaurus, có thể là loài ăn thịt lớn nhấ kỷ Jura, sinh sống ở Bắc Mỹ và châu Âu.
- Ceratosaurus, một chi khủng long ăn thịt trung bình sống ở Bắc Mỹ, châu Âu và cả châu Phi.
- Compsognathus, một chi theropod nhỏ ở châu Âu.
- Yangchuanosaurus, một chi theropod lớn ở châu Á.
- Tuojiangosaurus, một chi thyreophoran ở châu Á.
- Stegosaurus, một chi thyreophoran ở Bắc Mỹ và châu Âu.
- Dryosaurus, một chi khủng long hông chim Bắc Mĩ.
- Camptosaurus, một chi  ornithopod từ Bắc Mỹ cũng có thể ở cả châu Âu.
- Gargoyleosaurus, một chi thyreophoran Bắc Mỹ.
- Archaeopteryx, loài chim đàu tiên được phát hiện(châu Âu).
- Rhamphorhynchus một chi pterosaur đuôi dài ở châu Âu from Europe.
- Pterodactylus, một chi pterosaur đuôi ngắn ở châu Âu.
- Ophthalmosaurus, một chi bò sát biển ichthyosaur phổ biến ở Bắc Mỹ và châu Âu.
- Liopleurodon, một chi pliosaur tồn tại ở châu Âu.
- Perisphinctes, một loài cúc đá.